# Fenyősi-patak
A Fenyősi-patak Zala vármegyében ered, mintegy 170 méteres tengerszint feletti magasságban. A patak forrásától kezdve északi irányban halad, majd Mihályfánál eléri a Marcalt.
A Fenyősi-patak vízgazdálkodási szempontból a Marcal Vízgyűjtő-tervezési alegység működési területét képezi.

## Part menti települések
- Nagygörbő
- Óhíd
- Mihályfa